# Okręg Saint-Dizier
Okręg Saint-Dizier (fr. Arrondissement de Saint-Dizier) – okręg w północno-wschodniej Francji. Populacja wynosi 78 800.

## Podział administracyjny
W skład okręgu wchodzą następujące kantony:
- Chevillon,
- Doulaincourt-Saucourt,
- Doulevant-le-Château,
- Joinville,
- Montier-en-Der,
- Poissons,
- Saint-Dizier-Centre,
- Saint-Dizier-Nord-Est,
- Saint-Dizier-Ouest,
- Saint-Dizier-Sud-Est,
- Wassy.